# Ті, що співають у терні (роман)
«Ті, що співа́ють у те́рні» (англ. The Thorn Birds, буквально «Тернові пташки») — роман-бестселер 1977 року австралійської письменниці Коллін Мак-Каллоу. Події роману головним чином відбуваються в Дроеді, вигаданій овечій фермі в австралійському аутбеці, названій на честь міста Дроеда, Ірландія. Історія зосереджується на сім’ї Клірі та охоплює період з 1915 по 1969 рік. 
«Ті, що співають у терні» є найвідомішою книгою в історії Австралії. По всьому світу було продано понад 33 мільйони примірників.
Роман також був адаптований до однойменного телесеріалу. Під час показу 27–30 березня 1983 року він став другим за рейтингом міні-серіалом у Сполучених Штатах усіх часів після «Коріння». Згодом історія іншого міні-серіалу 1996 року під назвою «Ті, що співають у терні: Втрачені роки» доповнила сюжет, заповнюючи проміжок у 19 років у середині роману. Цей серіал був розкритикований за невідповідність до оригінального сюжету.
У 2009 році роман також був адаптований до мюзиклу «Ті, що співають у терні». 
У 2022 році «Ті, що співають у терні» було включено до списку «Великого Ювілейного Читання», кампанії, спрямованої на популяризацію читання для задоволення на честь 70-ї річниці вступу на престол королеви Єлизавети II.

## Сюжет
Історія починається в 1915 році й охоплює півстоліття. Книга розбита на сім частин, в кожній з яких розкривається характер одного з головних героїв. У центрі сюжету — життя сім'ї Клірі. Родина зробила шлях від новозеландських бідняків до управителів одного з найбільших австралійських маєтків Дрогеди.

### Частина 1. 1915—1917рр. Меггі
Починається книга з дня народження молодшої дочки, Меггі, якій виповнюється чотири роки. Описується побут багатодітної родини, тяжка щоденна праця матері сімейства, Фіони, труднощі навчання дітей у католицькій школі під керівництвом суворих черниць, невдоволення старшого сина Френка бідністю та одноманітністю життя. Одного разу батькові, Падрику Клірі (Педді), приходить лист від його сестри Мері Карсон, багатої власниці великого австралійського маєтку Дрогеди. Вона запрошує його на посаду старшого вівчаря, і вся родина переїжджає з Нової Зеландії до Австралії.

### Частина 2. 1918—1928рр. Ральф
В Австралії сімейство Клірі зустрічає молодий парох Ральф де Брикассар. Десятирічна Меггі, єдина дочка в сім'ї, привертає його увагу своєю красою і сором'язливістю. Подорослішавши, Меггі закохується в нього, але їм не судилося бути разом, бо Ральф, як будь-який католицький священник, дав обітницю цнотливості (целібат). Проте, вони проводять разом багато часу, їздять верхи, розмовляють. Мері Карсон, удова «сталевого короля» Майкла Карсона, безнадійно закохана в Ральфа і спостерігає за його стосунками з Меггі з погано прихованою ненавистю. Відчуваючи, що Ральф близький до того, щоб відмовитися від сану заради дорослої Меггі, Мері влаштовує Ральфу пастку ціною власного життя: після смерті Мері Карсон її величезний спадок переходить до церкви за умови, що остання гідно оцінить свого скромного служителя Ральфа де Брикассара, який стає єдиним розпорядником статків Карсон, а родина Клірі отримує право жити в Дрогеді як управителі. Тепер, коли перед Ральфом знову на всю широчінь відкривається можливість церковної кар'єри — він відмовляється від того, щоб поєднати своє життя з Меггі і їде з Дрогеди. Меггі сумує за ним. Ральф теж думає про неї, але долає бажання повернутися в Дрогеду.

### Частина 3. 1929—1932рр. Педді
Під час величезної пожежі гинуть батько Меггі — Педді й брат Стюарт. Цілком випадково, того дня, коли їхні тіла перевозять у садибу, Ральф приїжджає в Дрогеду. Меггі на якийсь час забула тугу за милим. Їй вдається отримати від нього поцілунок, але відразу після похорону Ральф знову їде. Меггі дарує йому троянду — єдину вцілілу від пожежі, і Ральф ховає її у свій кишеньковий бревіарій.

### Частина 4. 1933—1938рр. Люк
Меггі продовжує сумувати за Ральфом. Тим часом у садибі з'являється новий працівник, Люк О'Ніл, який починає залицятися до Меггі. Зовні він схожий на Ральфа, і Меггі спочатку приймає його запрошення на танці, а потім виходить за нього заміж. Після весілля з'ясовується, що Люк знайшов собі роботу рубщика цукрової тростини, а Меггі влаштував покоївкою в будинок подружньої пари. Меггі мріє про дитину і про свій дім, але Люк воліє працювати й збирати гроші, обіцяючи їй повноцінне сімейне життя за пару років. Вони не бачаться місяцями, проте Меггі, вдавшись до хитрощів, народжує від нього доньку, Джастіну. Після важких пологів Меггі довго хворіє, і господарі будинку, де вона служить покоївкою, дарують їй поїздку на острів Метлок. Після її від'їзду приїжджає Люк і господиня пропонує відвідати Меггі, але Люк відмовляється і їде. Після цього приїжджає Ральф і йому теж радять з'їздити до Меггі. Ральф коливається, але вирушає до Меггі. Несила чинити опір тязі один до одного, вони проводять кілька днів як чоловік з дружиною, після чого Ральф повертається до Рима, щоб продовжити кар'єру і стати кардиналом. Меггі йде від Люка і повертається в Дрогеду, носячи під серцем дитину Ральфа.

### Частина 5. 1938—1953рр. Фіа
Тим часом у Європі починається Друга світова війна. Двоє братів Меггі йдуть на фронт. Ральф, вже будучи єпископом, насилу мириться з гнучкістю Ватикану щодо режиму Муссоліні. У Дрогеді у Меггі народжується син Дейн, копія Ральфа, але ніхто не сумнівається, що його батько Люк, оскільки чоловіки дуже схожі. Здогадується тільки мати Меггі, Фіона (Фіа). У розмові з Меггі з'ясовується, що в молодості Фіона теж була палко закохана в одного впливового чоловіка, який не міг з нею одружитися. Вона народила від нього сина Френка, і її батько дав Падрику Клірі грошей, щоб той одружився з нею. І Фіона, і Меггі любили чоловіка, який не міг відповісти їм взаємністю: коханий Фіони турбувався про свою кар'єру, Ральф відданий церкві. Меггі сміється, і каже, що вона вчинила розумніше, і подбала про те, щоб у Дейна було ім'я і ніхто не засумнівався в його законному походженні. Ральф приїжджає в Дрогеду, знайомиться з Дейном, але не здогадується, що це його син. Меггі нічого йому не каже.

### Частина 6. 1954—1965рр. Ден
Діти Меггі, ставши дорослими, обирають собі професії. Джастіна збирається стати актрисою, і їде в Лондон. Ден бажає стати священником. Меггі в люті: вона сподівалася, що у Дена будуть діти, і так вона «вкраде» Ральфа у церкви. Але Ден твердо стоїть на своєму, і вона відправляє його в Рим, до Ральфа. Ден проходить навчання в семінарії й рукоположення. Після обряду він їде на Крит відпочити, і тоне, рятуючи двох жінок. Меггі приїжджає до Ральфа просити допомоги в переговорах з грецькою владою, і відкриває йому, що Ден — його син. Ральф допомагає їй перевезти Дена в Дрогеду, здійснює над ним останній обряд, і вмирає після похорону, зізнавшись собі, що заради своїх амбіцій він приніс у жертву занадто багато.

### Частина 7. 1965—1969рр. Джастіна
Після смерті Дена Джастіна не знаходить собі місця і шукає заспокоєння в роботі. Вона намагається то повернутися в Дрогеду, то прагне налагодити стосунки зі своїм другом — німцем Райнером Гартгаймом. Райн любить Джастіну, і бажає одружитися з нею, вона ж боїться прив'язатися до нього і стати вразливою для болю і переживань. У підсумку вона виходить за нього заміж. Меггі у Дрогеді отримує від неї телеграму, повідомляє про одруження. У садиби немає майбутнього — її брати не одружилися і бездітні, Дейн помер, а Джастіна не бажає і чути про дітей.

## Персонажі
- Меган «Меггі» Клірі — центральний персонаж, єдина дочка серед великого кола синів. У романі вона присутня з раннього дитинства до глибокої старості.
- Отець Ральф Рауль де Брикассар — справжня любов Меггі, вродливий ірландський католицький священник.
- Падрик «Педді» Клірі — батько Меггі, свого роду і простий трудящий ірландець; загинув під час пожежі в Дрогеді.
- Фіона «Фіа» Армстронг Клірі — дружина Педді й мати Меггі, жінка аристократичної крові.
- Френсіс «Френк» Армстронг Клірі — старший брат Меггі, позашлюбний перший син Фіони. Меггі була його улюбленицею.
- Мері Елізабет Клірі Карсон — дуже багата старша сестра Падрика; благодійниця Батька Ральфа, власниця Дрогеди.
- Люк О'Ніл — чоловік Меггі під час нещасного трирічного шлюбу; батько Джастіни.
- Дейн О'Ніл — син Меггі й Ральфа, гордість і радість Меггі, потонув у Греції у віці двадцяти шести років.
- Джастіна О'Ніл — дочка Меггі й Люка, розумна, незалежна дівчина. Зрештою, вона є єдиною збереженою онукою Педді Клірі.
- Людвіг і Енн Мюллер — роботодавці Меггі під час її шлюбу з Люком. Вони стають друзями на все життя.
- Боб, Джек і Х'юги Клірі — старші брати Меггі. Всі вони нагадують Педді й доживають свої дні, не перебувають у шлюбі, у Дрогеді.
- Стюарт «Стю» Клірі — спокійний, доброзичливий хлопчик, який нагадує його матір і знаходиться ближче всього до Меггі у старшому віці. Отримав прізвисько «маленького святого». Помер в Австралії через вепра, який задавив його.
- Гаролд «Гел» Клірі — заповітний маленький брат Меггі. Він помирає в чотири роки.
- Джеймс і Патрік «Джимс і Петсі» Клірі — хлопчики-близнюки, наймолодші брати Меггі.
- Райнер «Райн» Мерлінг Гартгайм — друг Ральфа. Німець. Член західнонімецького парламенту і в кінцевому підсумку чоловік Джастіни.
- Архієпископ (згодом кардинал) Вітторіо де Контіні-Верчезе"' — наставник Ральфа, друг Ліона.

## Екранізація
- 1983 року за романом було створено однойменний мінісеріал.

## Цитати з книжки
«Є така легенда про птаха, що співає лише один раз за все своє життя, зате прекрасніше за всіх на світі. Одного разу він покидає своє гніздо і летить шукати кущ тернини й не заспокоїться, поки не знайде. Серед колючих гілок заспівує він пісню і кидається грудьми на найдовший, найгостріший шип. І, підносячись над невимовною мукою, так співає, вмираючи, що цій радісній пісні позаздрили б і жайворонок, і соловейко. Єдина, незрівнянна пісня, і дістається вона ціною життя. Але весь світ завмирає, прислухаючись, і сам Бог посміхається в небесах. Бо все найкраще купується ціною великого страждання… Принаймні, так каже легенда».
«Одного разу ти станеш комусь потрібен як повітря, і хтось стане як повітря потрібен тобі».
«Птах з шипом терну в грудях кориться непорушному закону природи; він сам не знає, що за сила змушує його кинутися на вістря і померти з піснею. В ту мить, коли шип пронизує його серце, він не думає про близьку смерть, він просто співає, співає доти, доки не вичерпається голос і не обірветься подих. Але ми, коли кидаємося грудьми на терни, — ми знаємо. Ми розуміємо. І все одно — грудьми на терни. Так буде завжди».

## Переклади українською
Коллін Мак-Каллоу «Ті, що співають у терні». — Харків: Книжковий Клуб «Клуб Сімейного Дозвілля». — 2011. — Переклад українською Володимира Горбатька. — 688 ст. ISBN 978-966-14-1383-1